# Чжан Хао (хоккеист)
Чжан Хао (; 20 июля 1англ. HaoZhang 989, Хэйлунцзян, Китай) — китайский профессиональный хоккеист. Нападающий клуба ВХЛ «Чэнтоу» и сборной Китая по хоккею с шайбой.

## Биография
Родился в провинции Хэйлунцзян. С 2007 по 2009 год Чжан Хао выступал за юниорскую сборную Китая, в 2009 году также сыграл во втором дивизионе молодёжного чемпионата мира. На клубном уровне в сезоне 2009/10 хоккеист дебютировал в Азиатской хоккейной лиге за шанхайскую команду «Чайна Дрэгон», сыграл 7 матчей. В 2010 году Чжан Хао дебютировал за основную команду на чемпионате мира по хоккею с шайбой, провёл 5 матчей, очков за результативность не набрал.
В сезоне 2010/11 в Азиатской лиге в 36 матчах забросил 3 шайбы и отдал 2 голевые передачи. Во втором дивизионе чемпионата мира 2011 года в 4 матчах забросил 2 шайбы. Также Чжан Хао сыграл 4 матча на Зимних Азиатских играх. В следующем сезоне в АХЛ в 27 матчах забросил 2 шайбы и 5 раз ассистировал партнёрам при взятии ворот соперника. Во втором дивизионе чемпионата мира 2012 года в 5 матчах забил один гол и сделал 3 голевых паса.
В азиатской хоккейной лиге 2012/13 в 33 матчах забил 4 гола и отдал 5 голевых передач. За сборную Китая на чемпионате мира 2013 года в 5 матчах забросил 3 шайбы и отметился 1 голевой передачей, был вице-капитан сборной. В сезоне 2013/14 за «Чайна Дрэгон» в АХЛ сыграл 42 матча, забросил 6 шайб и отдал 3 голевые передачи. В турнире второго дивизиона чемпионата мира по хоккею с шайбой 2014 года выступал как капитан сборной Китая. В 5 встречах забросил 2 шайбы в ворота соперников.
В 2014 году перешёл в клуб Китайской хоккейной лиги «Харбин». Выступал там до 2016 года. В сборной на чемпионате мира 2015 года в 5 матчах забросил одну шайбы и четыре раза участвовал во взятии ворот. На чемпионате мира 2016 года за 5 матчей набрал 1 очко за отданные голевые пасы. В 2017 году играл за сборную Китая на Азиатских зимних играх, сыграл 3 матча. На чемпионате мира 2017 года в 5 матчах забросил 4 шайбы и отдал 2 голевые передачи.
В 2017 году стал игроком клуба Высшей хоккейной лиги «Чэнтоу». 10 сентября сыграл первый матч в ВХЛ против «КРС Хэйлунцзян», отдал 1 голевую передачу.